# André Lannoy
Pour les articles homonymes, voir Lannoy (homonymie).
André Lannoy, né à Calais le 1er mars 1945, est un ancien footballeur français qui évoluait au poste de gardien de but.

## Biographie
Champion de France de D2 en 1973, André Lannoy a été le premier gardien lensois à participer à une coupe d'Europe (il s'agissait de la Coupe des Coupes en 1975). 
Quelques-mois auparavant, il avait atteint la finale de la Coupe de France contre l'AS Saint-Étienne (défaite 2-0).
Après sa carrière de joueur, il devint entraîneur-adjoint responsable des gardiens au RC Lens. Il quitte ses fonctions en 2001.
Il s'occupe par la suite de la logistique pour les déplacements des équipes de jeunes du Racing Club de Lens. Il prend sa retraite au début du mois de mars 2010 à l'âge de 65 ans.

## Statistiques
| Saison                | Club                  | Championnat           | Championnat | Championnat | Coupe(s) nationale(s) | Coupe(s) nationale(s) | Compétition(s) continentale(s) | Compétition(s) continentale(s) | Compétition(s) continentale(s) | Total | Total |
| Saison                | Club                  | Division              | M.          | B.          | M.                    | B.                    | Comp.                          | M.                             | B.                             | M.    | B.    |
| 1968-1969             | RC Lens               | D2                    | 35          | 0           | 3                     | 0                     | -                              | -                              | -                              | 38    | 0     |
| 1969-1970             | RC Lens               | CFA-N                 | -           | -           | 1                     | 0                     | -                              | -                              | -                              | 1     | 0     |
| 1970-1971             | RC Lens               | D2                    | 29          | 0           | 2                     | 0                     | -                              | -                              | -                              | 31    | 0     |
| 1971-1972             | RC Lens               | D2                    | 28          | 0           | 8                     | 0                     | -                              | -                              | -                              | 36    | 0     |
| 1972-1973             | RC Lens               | D2                    | 34          | 0           | 2                     | 0                     | -                              | -                              | -                              | 36    | 0     |
| 1973-1974             | RC Lens               | D1                    | 37          | 0           | 3                     | 0                     | -                              | -                              | -                              | 40    | 0     |
| 1974-1975             | RC Lens               | D1                    | 37          | 0           | 9                     | 0                     | -                              | -                              | -                              | 46    | 0     |
| 1975-1976             | RC Lens               | D1                    | 29          | 0           | 2                     | 0                     | C2                             | 4                              | 0                              | 35    | 0     |
| Total sur la carrière | Total sur la carrière | Total sur la carrière | 229         | 0           | 31                    | 0                     | -                              | 4                              | 0                              | 264   | 0     |

## Palmarès
- Champion de France de D2 en 1973 avec Lens
- Finaliste de la Coupe de France en 1975 avec Lens